# 德木·阿旺罗布藏吉克美嘉木参
德木·阿旺罗布藏吉克美嘉木参（藏語：ངག་དབང་བློ་བཟང་འཇིགས་མེད་རྒྱ་མཚོ་，威利转写：ngag dbang blo bzang 'jigs med rgya mtsho；1820年—1855年2月6日）藏族，察木多所属哩达瓦地方人，第八世德木活佛。

## 生平
咸丰三年（1853年）因“不守清规、劣绩昭著”，清廷下旨撤销其本身呼图克图名号（但仍准许转世），发往宗喀安置。其时，咸丰帝所下两道谕旨如下：
咸丰三年十一月庚申，谕：
穆腾额、谆龄奏第穆呼图克图不守僧规一摺。第穆呼图克图近来行事不守清规，劣迹昭著，既据哷徵阿齐图呼图克图及噶布伦等査明确实，先行拏禁，禀请参奏，自应严切讯究惩办。第穆呼图克图阿旺罗布藏吉克美嘉木参及属下管事扎萨克喇嘛工噶嘉木白所得名号均著先行撤退。仍饬哷徵阿齐图呼图克图等按款讯明，取具确供，详报该大臣等亲提秉公研讯，据实具奏。该衙门知道。
咸丰三年十二月癸未，谕：
穆腾额、谆龄奏审明呼图克图等供词，分别定拟一折注。前因第穆呼图克图阿旺罗布藏吉克美嘉木参，不守清规，经哷徵阿齐图呼图克图査明拿禀，当降旨交穆腾额等亲提研讯。兹据该大臣等于具奏后，即行审讯明确，分别定拟，录供呈览。该呼图克图任性妄为，有玷黄教，其管事札萨克喇嘛工噶嘉木白隐匿不报，均属罪有应得。除所得呼图克图及札萨克名号前经降旨撤退外，著照所拟，即将阿旺罗布藏吉克美嘉木参发往宗喀地方，并将工噶嘉木白发往琼结地方，均交该营官永远管束，不准出外滋事。至前辈第穆呼图克图著有劳绩，既据达赖嘲嘛代为吁恳，候现在第穆身故后，准其转世，著加恩即允所请，以顺众情。
1855年2月6日，德木·阿旺罗布藏吉克美嘉木参圆寂，享年35岁。
在其圆寂后，第穆寺僧众指控夏扎·旺曲杰布的诬告导致其死亡。1857年4月，驻藏大臣奏请清廷处理，但此事不了了之。